# Epistaxiophobie
L'epistaxiophobie est une phobie correspondant à la peur des saignements de nez,.